# Ringhalscobra
De ringhalscobra (Hemachatus haemachatus) is een slang uit de familie koraalslangachtigen (Elapidae) en de onderfamilie Elapinae. Het is een giftige slang en een van de zogenaamde 'spugende cobra's' die het gif in de richting van een belager kan spugen.

## Naam en indeling
De wetenschappelijke naam van de ringhalscobra werd voor het eerst voorgesteld door Pierre Joseph Bonnaterre in 1790. Oorspronkelijk werd de wetenschappelijke naam Coluber haemachates gebruikt. Eerder werd de slang beschreven onder de naam Vipere haemachate door Bernard Germain de Lacépède in 1789 maar deze naam wordt als geldig beschouwd. De slang werd later aan andere geslachten toegekend, zoals Sepedon, Naia en Aspidelaps. Het is de enige soort uit het monotypische geslacht Hemachatus. Dit geslacht werd beschreven door John Fleming in 1822.

## Uiterlijke kenmerken
De ringhalscobra bereikt een lichaamslengte tot ongeveer een meter, uitschieters kunnen tot anderhalve meter lang worden. De kop is duidelijk te onderscheiden van het lichaam door de aanwezigheid van een insnoering. De kop heeft een spits uiteinde, de nekflappen kunnen worden uitgezet wat ook voorkomt bij de echte cobra's uit het geslacht Naja. De ogen zijn relatief groot en hebben een ronde pupil.
De slang heeft 17 of 19 rijen schubben in de lengte op het midden van het lichaam. De dorsale schubben zijn gekield en dit komt bij de slangen in zuidelijk Afrika alleen voor bij deze soort. De anaalschub is ongepaard, onder de staart zijn 30 tot 47 gepaarde schubben aanwezig.
De lichaamskleur is variabel en afhankelijk van de geografische locatie is deze grijs tot donkerbruin. De buikzijde is vaak donkerder van kleur, van grijs tot zwart. Aan de keel zijn een tot vier helder witte dwarsbanden aanwezig die pas duidelijk zichtbaar worden als de slang zich opricht.

## Levenswijze en gedrag
De slang is overdag actief en neem 's ochtends vaak een zonnebad voordat het dier gaat foerageren. De lichaamstemperatuur is 32 graden Celsius, de slang kan ook op koudere dagen een lichaamstemperatuur van 30 graden handhaven. Op het menu staan voornamelijk padden, daarnaast worden ook wel hagedissen, zoogdieren zoals knaagdieren, andere slangen en vogels buitgemaakt. Ook de eieren van vogels worden opgespoord en in een keer doorgeslikt.
De vrouwtjes zetten geen eieren af, zoals de bekendere cobra's, maar baren levende jongen. Ze zijn bij hun geboorte ongeveer 16 tot 22 centimeter lang, zijn direct giftig en kunnen hun nekflappen uitzetten. Het aantal jongen varieert van 20 tot 30 maar kan oplopen tot 63.
Bij verstoring zal de slang proberen te vluchten en als het dier in het nauw wordt gedrevenen wordt dreiggedrag vertoond. Hierbij wordt de nek verbreed en de voorste helft van het lichaam wordt opgeheven. Vervolgens wordt het gif naar belager gespuugd. De kop wordt hierbij naar voren geworpen om het speeksel verder te laten komen. Als dit een belager niet afschrikt vertoont de slang een gedrag wat schijndood wordt genoemd. Het dier laat zich op de rug vallen, spert de bek open en steekt de tong uit de bek, alsof het dier dood is. Als het wordt opgepakt zal het zich soms slap houden, maar kan ook plotseling uithalen en bijten.
De ringhalscobra is giftig en het gif heeft neurotoxische (zenuwverlammende) en cytotoxische (celdodende) eigenschappen. Het gif is echter niet zo potent als dat van de bekendere cobra's uit het geslacht Naja. Veel voorkomende symptomen na een beet zijn duizeligheid, misselijkheid en lokale weefselafsterving. Ademhalingsproblemen komen zelden voor, fatale gevallen zijn heel zeldzaam. Als het gif in de ogen gespuwd wordt, veroorzaakt het een hevige pijn.

## Verspreiding en habitat
De soort komt voor in delen van zuidelijk Afrika en leeft in de landen Zuid-Afrika, Zimbabwe, Lesotho en Swaziland. De habitat bestaat uit scrublands en graslanden. Ook in door de mens aangepaste streken zoals landelijke tuinen kan de slang worden aangetroffen. De soort is aangetroffen van zeeniveau tot op een hoogte van ongeveer 2500 meter boven zeeniveau.

## Beschermingsstatus
Door de internationale natuurbeschermingsorganisatie IUCN is de beschermingsstatus 'veilig' toegewezen (Least Concern of LC).